# سفينة اولوبورون

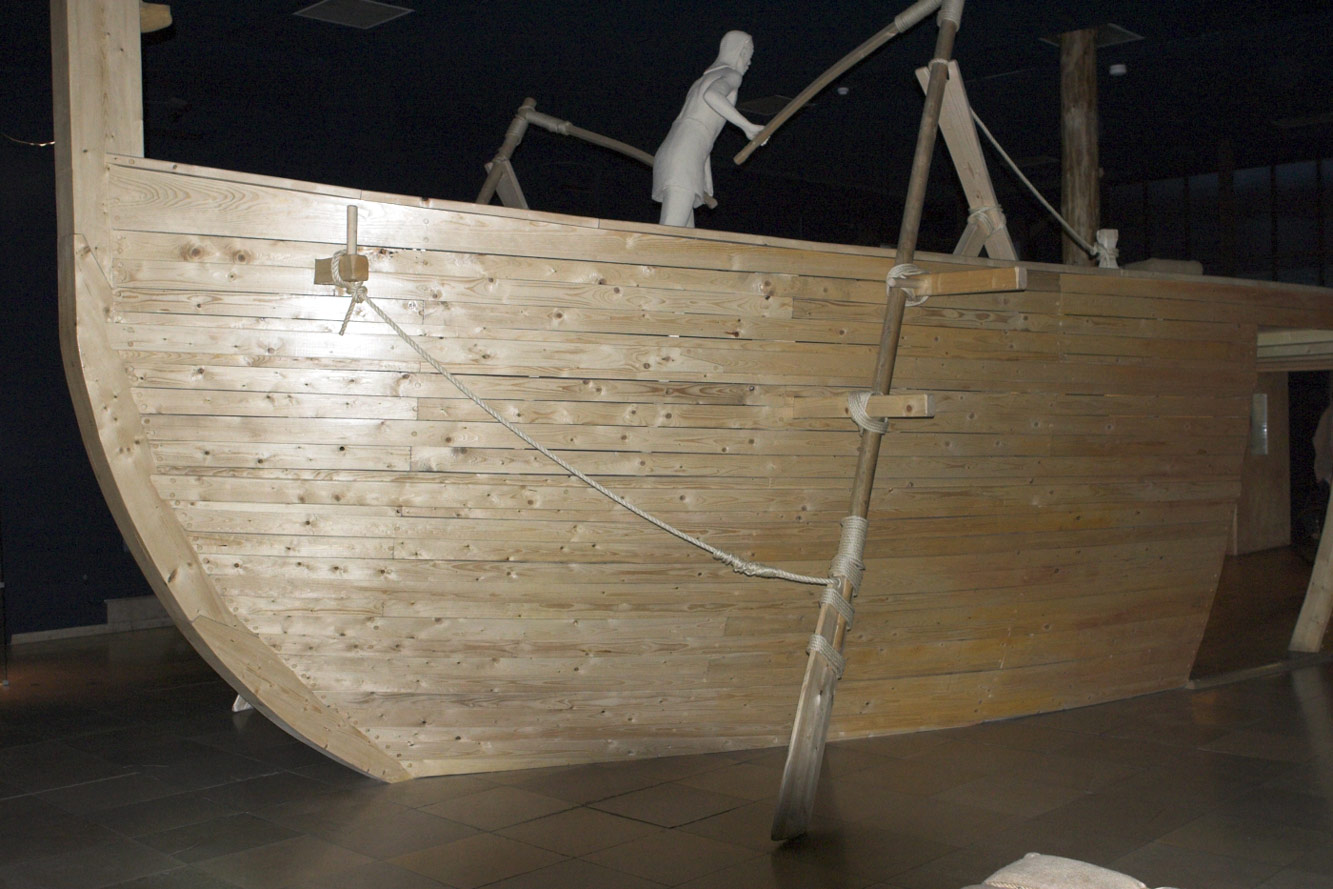
نموذج سفينة اولوبورون

سفينة اولوبورون هو اسم لحطام سفينة نقل بضائع غرقت قبالة الساحل الجنوبي الغربي لتركيا في القرن 14 قبل الميلاد، واكتشافها الغواصين الجامعين للإسفنج في عام 1982م. يوفر هذا الاكتشاف الفريد معلومات مهمة عن الاقتصاد والتجارة في شرق المتوسط في نهاية العصر البرونزي.تعرض البضائع المنقولة من السفينة اليوم في متحف علم الآثار تحت الماء في بودروم. اسم السفينة نسبة إلى مكان الاكتشاف، رأس اولوبورون بالقرب من كاش في مقاطعة أنطاليا التركية.

## الموقع والاكتشاف
يرتفع رأس اولوبورون (أيضًا اولو بورون) 8.5   كم إلى الجنوب الشرقي من كاش في البحر وهو مكان شهير للغواصين الهواة. على بعد 60 م شاطئها الشرقي تقبع سفينة البضائع من القرن 14 قبل الميلاد في قاع البحر. بدأ الغوص الممنهج عند السفينة القديمة عام 1984 لاستعادة اللقايا الأثرية. في أثناء العمل، انجرف الحطام أخيراً إلى عمق 61 م. يمكن الاطلاع على المكتشفات المكتشفة في بودروم في متحف آثار تحت الماء.

## نطاق الإنقاذ

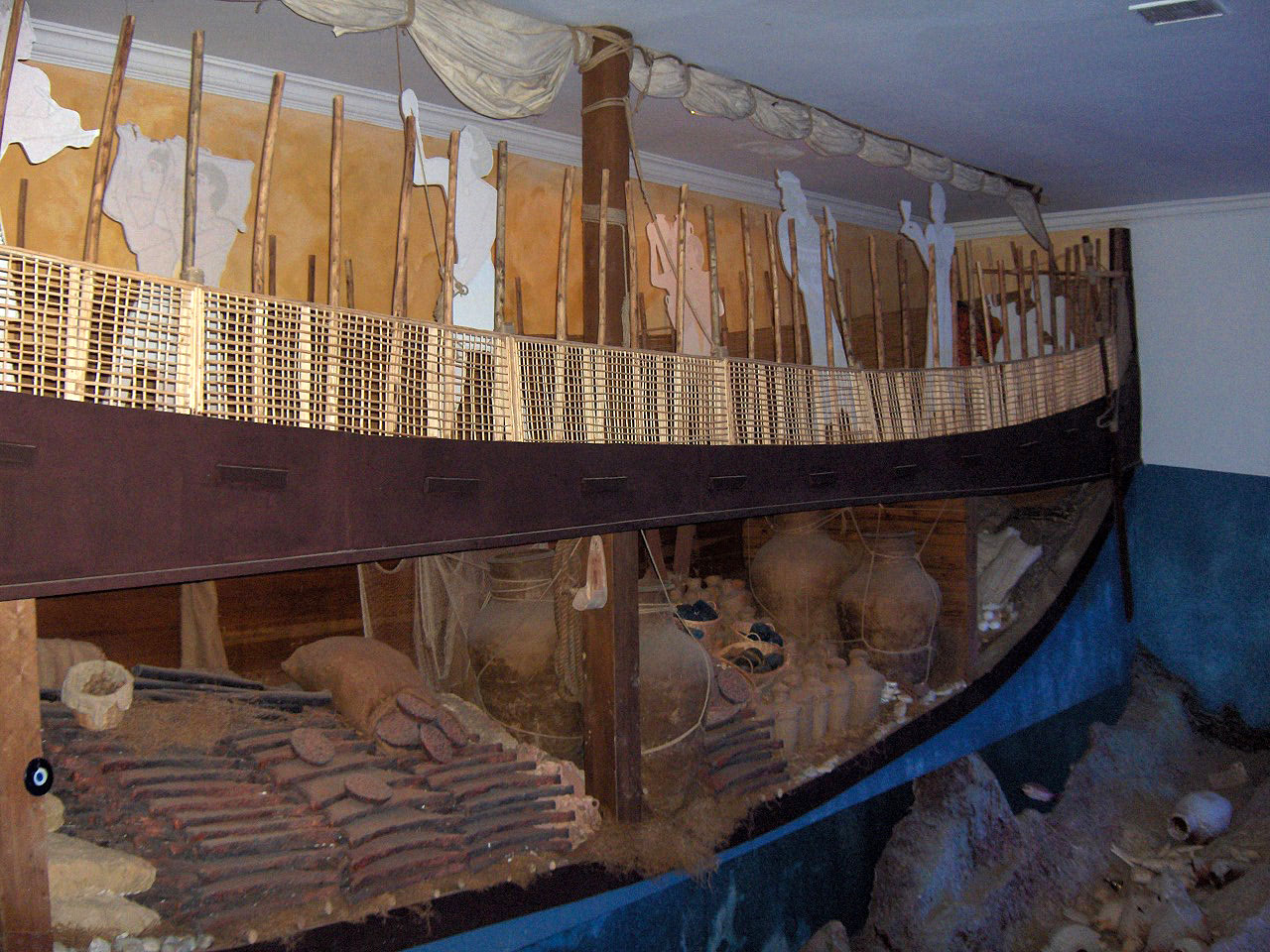
نسخة متماثلة بالحجم الكامل
متحف بودروم للآثار تحت الماء ، بودروم ، تركيا

تبين أن الأشياء الأولى التي عثر عليها ما يسمى سبائك الثطع . يشير هذا إلى سبائك النحاس الخام العتيقة التي صنعت بشكل يشبه جلود الثيران المجففة (النطع)، وهو شكل شائع وواسع الانتشار لنقل المعادن، والذي كان من المفترض أن يسهل حمل أو تثبيتها على حيوانات النقل وعلى السفن. كان من الصعب استعادة المزيد من اللقايا بسبب وجود الموقع على منحدر على عمق يصل إلى 60 مترًا، وبالتالي امتد من 1984 إلى 1994. في المجموع، كان من الضروري القيام بأكثر من 22000 غطسة وأكثر من 6,600 ساعة غوص. وشارك باحثون أمريكيون وأتراك بقيادة عالم الآثار تحت الماء باس George Fletcher Bass من جامعة تكساس (معهد الآثار البحرية، INA) وزميله التركي بولاك Cemal Pulak.
انتهت عملية الإنقاذ بعد عشر سنوات، لكن التحليل العلمي وإجراءات الحفاظ على ثروة هائلة من اللقايا لا تزال مستمرة حتى يومنا هذا.

## التأريخ
من خلال اللقايا الأثرية، وخاصة الفخار الميكيني، يمكن تأريخ زمن غرق السفينة في العصر البرونزي المتأخر، بشكل أكثر دقة في أواخر الفترة الهلادية Helladikum III A2. حسب الكرونولوجيا المطلقة، يتوافق هذا مع النصف الثاني من القرن 14 ق م. يشير التأريخ بالكربون المشع أيضًا إلى نهاية القرن الرابع عشر قبل الميلاد. وجعل نفرتيتي (حوالي 1360-1335 ق م.) يشير إلى نفس الفترة، أي أن السفينة لا يمكن أن تكون قد غرقت قبل عهد نفرتيتي.

## الوضع السياسي في وقت الغرق
كان عالم الدول في شرق البحر الأبيض المتوسط وقت غرق السفينة في تغير مستمر: كان الحيثيون في تقدم وسيطروا على أجزاء كبيرة من الأناضول. توسعت دولتهم نحو المشرق بسيطرتهم على المدن الساحلية في أقصى الشمال، مثل أوغاريت. احضعت ودمجت دولة ميتاني حوالي عام 1335 قبل الميلاد فيالإمبراطورية الحثية. كان الخصوم العظماء للحثيين المصريين في المملكة الحديثة، وبشكل أدق الاسرة الثامنة عشرة، والتي بدورها احتلت الجزء الجنوبي من بلاد الشام ومدنها الفينيقية جبيل وصيدا وصور. كان المصريون إلى حد ما في موقف دفاعي ضد الحيثيين وخسروا أجزاء من سوريا. تشكلت الإمبراطورية الآشورية إلى الجنوب الشرقي من الإمبراطورية الحيثية في منطقة بلاد الرافدين، والإمبراطورية البابلية جنوبًا أيضًا. كان البر اليوناني في الغرب، والجزر في بحر إيجة وجزء صغير من غرب الأناضول جزءًا من الثقافة الميكينية. كان هناك روابط تجارية مكثفة بين كريت (المصرية: كفتيو) وكذلك البر الرئيسي اليوناني ومصر منذ تحتمس الثالث على أبعد تقدير . .

## اللقايا وتصنيفها
كان على منتن السفينة 354 سبيكة نحاس في شكل جلد ثور (سبيكة نطع) (ما مجموعه حوالي 10 طن) و 121 سبيكة قصدير (حوالي 1 طن)، وزجاج أزرق (حوالي 350   كجم)، راتنج البطم، وخشب الأبنوس والعاج. بالإضافة إلى ذلك، عثر على الجوز واللوز والتين والزيتون والرمان وفخار وحلي مصنوعة من الذهب والفضة وأدوات برونزية وأسلحة.
يبدو أن معظم المواد كانت مُعدة للتصدير، بينما ينتمي البعض الآخر إلى متعلقات الطاقم الشخصية أو معدات السفن. فخار وحلي من دول المدن الكنعانية في بلاد الشام، وحلي وزجاج من مصر، النحاس من قبرص (يمكن توضيح المنشأ عن طريق تحليل نظائر الرصاص، أسس النحاس لازدهار الثقافة القبرصية)، أختام اسطوانية من آشور، ختم مصري بشكل الجعران، وأسلحة وفخار من منطقة الميكينية، وسيف وربما أيضًا رأس حربة من صقلية  وحتى كهرمان من بحر البلطيق. هذا الأخير هو أول دليل على وجود علاقة تجارية في وقت مبكر للغاية. نقلت البضائع في الغالب في أمفورات ودِنان (بيثوي). ملئت ثلاثة دِنان بالفخار من قبرص. احتوت الأوعية أيضًا على زيت زيتون وزيت زيتون ورمان وراتنج الفستق، والتي ربما أتت من المنطقة المحيطة بالبحر الميت. من المحتمل أن تكون السبائك الزجاجية الأسطوانية الزرقاء والفيروزية التي عددها 175 من المنطقة السورية الفلسطينية. يتطابق تكوين الزجاج بشكل مذهل مع لقايا في مصر من عصر الأسرة الثامنة عشرة. وخرز من ميكينه وتثبت أنه جرى الإتجار بالزجاج في جميع أنحاء شرق البحر الأبيض المتوسط خلال هذه الفترة. غالبًا ما يستخدم هذا الزجاج الملون لتقليد الأحجار الكريمة والمجوهرات مثل اللازورد والفيروز والجمشت.
من بين السلع الفاخرة الموجودة هناك أبنوس أفريقي وعاج وأسنان فرس النهر وكريستال صخري وعقيق وفاينس بالإضافة إلى ثلاث بيضات نعام، بالإضافة إلى العديد من لقايا الذهب. إلى جانب الشظايا الصغيرة والسبائك، عثر على حلي كنعانية نموذجية، بما في ذلك مجسم إلهة صغيرة تمسكغزالين في اليدين، ربما تجسيدًا لعشتار. من أهم الاكتشافات في هذه المجموعة جعل ذهبي للملكة المصرية نفرتيتي. ويعتبر أهم اكتشاف مصري خارج مصر، لذلك أثيرت تكهنات حول ما إذا كانت السفينة في بعثة دبلوماسية. كما أمكن العثور على قلادة ذهبية (زينة للعنق) على شكل صقر لها شبيهات من مصر. عثر الغواصون أيضًا على لوحة خشبية قابلة لطي. ذكرت هذه «الكتب» الصغيرة المعدة للكتابة في إلياذة هومير  وعثر عليها هنا للمرة الأولى. كما عثر على المنتجات النهائية المصنوعة من العاج، مثل حاويتين على شكل بطة بأجنحة متحركة كأغطية. ربما كانت تستخدم لتخزين مستحضرات التجميل وكانت منتجًا نموذجيًا للتجارة السورية الفلسطينية. عثر على عدة آلاف من الخرز المصنوعة من كهرمان وعقيق وعقيق أحمر وكريستال صخري وذهب وعظم وصدف وقشور بيض النعام وخزف وزجاج. كما عثر على رأس صولجان من أنديزيت. من المقارنة يمكن الاستنتاج أنه كان يجب أن يكون مخصصًا لحاكم محلي على ساحل البحر الأسود البلغاري اليوم.

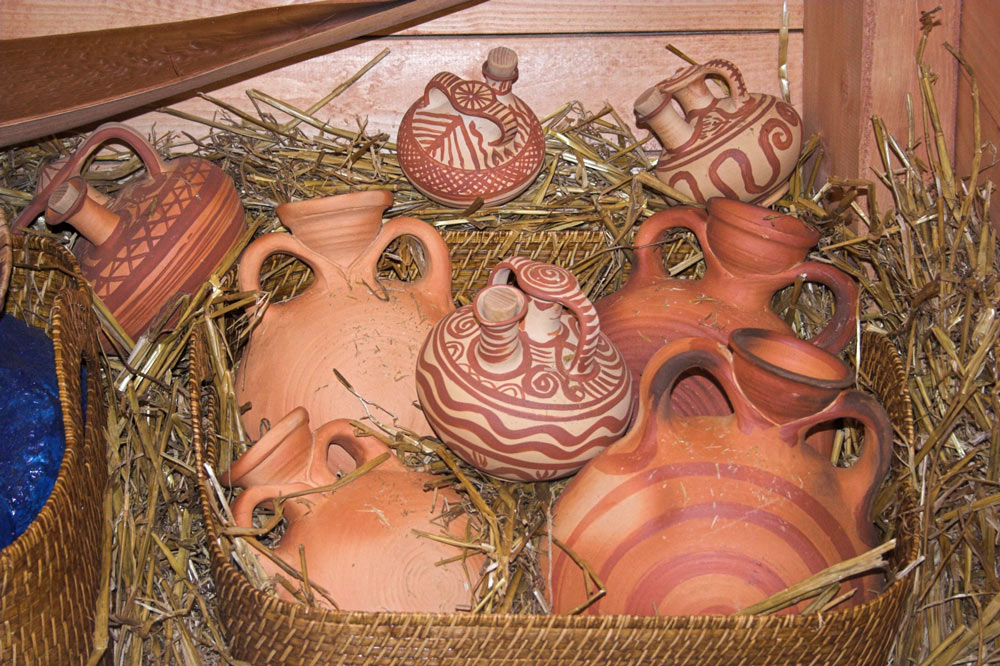
نسخ طبق الأصل من الفخار الميكيني الذي نقل كبضائع

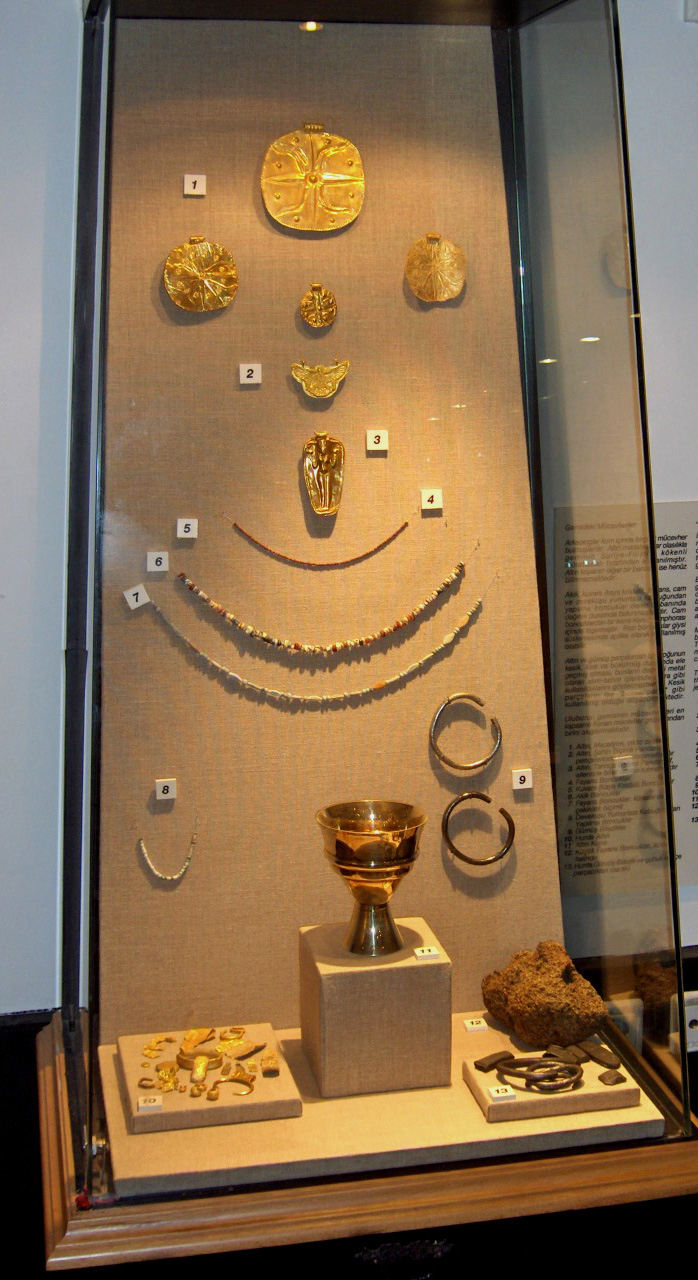
جواهر مصرية

كان هناك أيضًا 149 مثقالًا من الحجر والبرونز على متن السفينة يمكن وزن البضائع بها بالضبط. مقسمة إلى وحدات ثابتة ومصمم بعضها على شكل حيوان. و 24 مرساة حجرية ثقيلة يمكن رفعها فقط من قبل طاقم عديد الأفراد إذ يصل وزنها إلى 200 كجم. يأتي هذا النوع من المرساة، الذي لم يكن معروفًا في بحر إيجة، من شرق البحر الأبيض المتوسط. قد يشير نوع الحجر إلى إنتاج في بلاد الشام؛ والمواقع المرشحة تل أبو الهوام وتل نامي (فلسطين). وبسبب العدد الكبير، كانت هذه المراسي بمثابة الصابورة.
من الممتلكات الشخصية الموجودة بجوار أسلحة من تراقيا شمال اليونان وجد درع حرشفي من الشرق الأدنى وسيوف كنعانية، وايطاكية وميكينية. كان هناك أيضًا نصل حلاقة، وبعض أكواب الشرب على شكل كبش، والعديد من مصابيح الزيت المستخدمة بوضوح. وعثر على أدوات مثل المناجل، والمخارز، والمثاقب، والمناشير، وما إلى ذلك، وكذلك خطاطيف الأسماك، وثقالات شبكات الصيد، وحربة، ورمح متعدد الرؤوس لتأمين الغذاء في الرحلة. من الواضح أن الخبز كان يخبز أيضًا، إذ كانت هناك رحى لطحن الحبوب.
توفر الاكتشافات أدلة واسعة على نطاق وأهمية التجارة في القرن الرابع عشر ق.م، الذي كان يعرف في السابق من المصادر المسمارية فقط. هذا يؤثر على تجارة المواد الخام: تظهر التحليلات العلمية أن جزءًا هامًا من البضائع، وهو النحاس، جاء من جزيرة قبرص، في حين لم يوضح أصل القصدير بعد. تمثل السبائك أقدم اكتشاف معروف للقصدير في شكل سبائك وتثبت أنه تم تداول القصدير أيضًا في نفس شكل النحاس. تشير المصادر الآشورية العتيقة إلى أن القصدير تم استيراده من الشرق لفترة طويلة، ربما من آسيا الوسطى. يخمن باحثون آخرون مصدره من جبال طوروس في الأناضول. ومن المثير للاهتمام أنه عثر على المعدنين بنسبة 10 أجزاء من النحاس وجزء واحد من القصدير، وهي نسبة الخلط اللازمة لإنتاج البرونز.
كانت سفينة اولوبورون على ما يبدو سفينة تجارية على طريق دائري في شرق البحر الأبيض المتوسط، وبالتالي تعتبر دليلاً على نشاط تجاري حيوي في المنطقة. لم توضح الطريق نفسها لأن السفينة كانت تحتوي على بضائع من العديد من المناطق المختلفة. فمن ناحية، يُشتبه في أنها كانت تسافر من شرق البحر الأبيض المتوسط في البر الشامي عبر قبرص إلى بحر إيجة. من ناحية أخرى، يمكن أن يكون الطريق عبر ساحل شمال إفريقيا، يليه السفر المباشر عبر جزيرة كريت. جاءت التحسينات الفنية للسفن التي جعلت هذا الطريق التجاري ممكنًا في عهد إخناتون. البضائع الميكينية على السفينة، وخاصة السيوف، تسمح بتفسيرات عديدة. إما أنهم وصلوا على متن السفينة من خلال تجار ميكينين، أو إذا كان سيفان ميكينييان ينتميان إلى شخصين مصاحبين، فهما على الأرجح كانا مبعوثين من قصر ميكيني أو حاكم كانت البضائع ميكينية تخصه. كانت البضائع المصرية القديمة قد أصيف إلى البضائع الشامية الموجودة قبلًا على هذا الطريق في ميناء مرسى مطروح أو في دلتا النيل. المصابيح الزيتية للسفينة شامية بشكل واضح وتشير إلى المدن الفينيقية. جرى تأكيد هذه الأطروحة مؤخرًا من خلال تحليل فك سفلي بطول 13 مم لفأر منزلي. تمكن توماس كوشي Thomas Cucchi من جامعة درم من إثبات أن شكل الأضراس يتوافق مع مجموعات الفأر المنزلية في بلاد الشام.

## السفينة

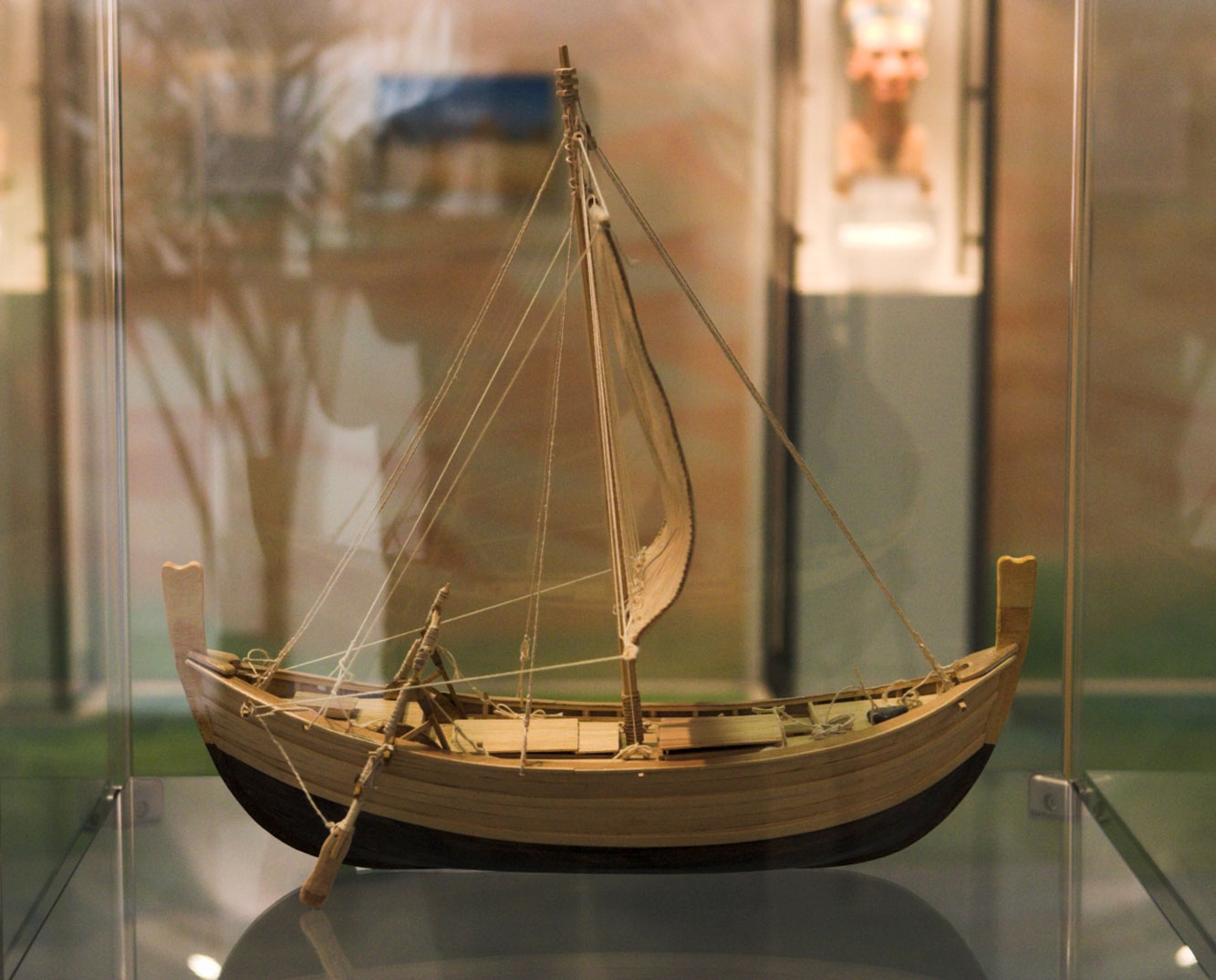
نموذج خشبي لسفينة اولوبورون

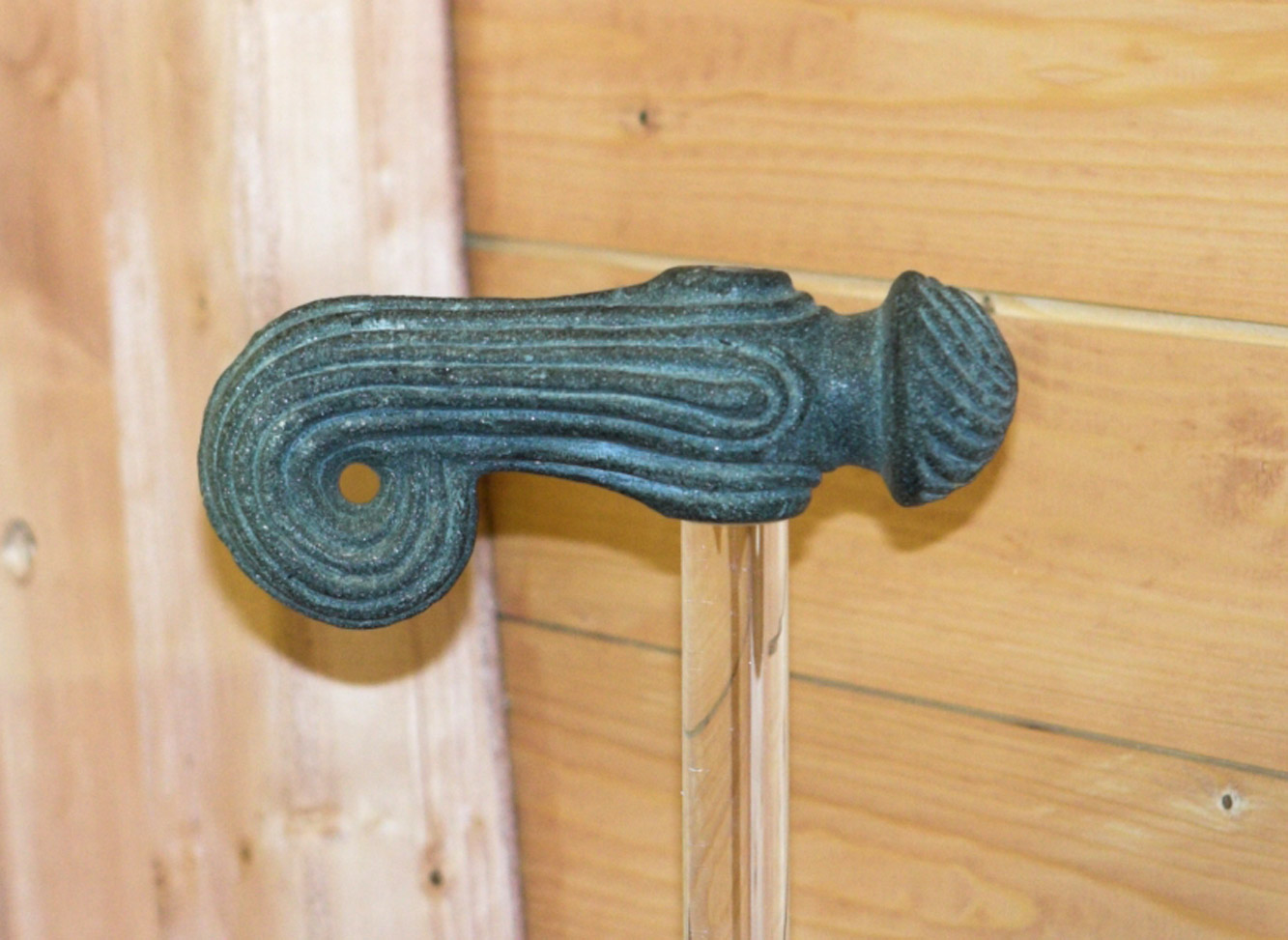
رأس صولجان حجري عثر عليه في حطام السفينة - مخصص للتجارة البعيدة

تعتبر السفينة أقدم سفينة معروفة للبحر المقتوح وهي مصنوعة من خشب الأرز، ووفقًا لبعض المصادر من خشب الصنوبر، والفواص من البلوط. كان طولها حوالي 15 مترا وعرضها 5 أمتار. تشير المراسي الحجرية وتوزيع الحمولة إلى سعة حمولة بنحو 20 طنًا. ومع ذلك، من غير المعروف مقدار الحمولة المفقودة، لذا فإن أي تقدير لسعة الحمولة لا يزال غير مؤكد. لسوء الحظ، بقي القليل من بدن السفينة (حوالي 3 ٪). ومع ذلك، يمكن إعادة بناء المظهر الأصلي على أساس الرسوم التوضيحية. قامت المجموعة التركية (360 درجة) ببناء اولوبورون II ، وهي نسخة طبق الأصل من النسخة الأصلية، والتي أثبتت أنها صالحة للإبحار تمامًا. وجابت البحر الأبيض المتوسط والبحر الأسود لعدة أشهر. هذه النسخة مدفوعة بشراع مستطيل، وتبلغ سرعات تصل إلى سبع عقد. التوجيه بدفتين . عندما تكون هذه النسخة المماثلة لا تتحرك، فهي إذًا في المتحف في بودروم.

## الأهمية
تنوع المواد الموجودة من أصول مختلفة فريد لهذا الوقت. حتى الآن، كان على العلم أن يعتمد على التقاليد المكتوبة والمصورة لإعادة بناء النظام الاقتصادي والتجارة في أواخر العصر البرونزي. وقد ثبت الآن أن جميع دول شرق المتوسط آنذاك (وبعض الدول الأخرى) شاركت في هذه التجارة. كانت هناك شبكة تجارية واسعة النطاق شملت مناطق بعيدة مثل بحر البلطيق - من خلال الوسطاء. منتجات شرق البحر المتوسط مثل: سبائك في «شكل جلد الثور»، عتر عليها في عدة أماكن منها في جنوب ألمانيا (دفينة اوبرفيلنغين Depot von Oberwilflingen ) وجنوب فرنسا (سيت ).

## تساؤلات علمية
مكنت الاكتشافات العديدة من الإجابة على بعض الأسئلة، ولكنها أثارت أيضًا العديد من الأسئلة الجديدة. التجارة البحرية في القرن الرابع عشر اقبل الميلاد - حتى على مسافات شاسعة - يبدو أنها مثبتة من الاكتشاف؛ ومع ذلك، من الممكن فقط تقديم بيان محدود حول نطاق وتفاصيل هذه التجارة. وهذا يثير السؤال عمن اضطلع بتكليف هذه الرحلة التجارية - ربما كانت بيوت تجارية مبكرة - وعن مالك السفينة والتجار والمشترين. ليس من الواضح ما إذا كانت السفينة قد انتقلت على طول الساحل في التجارة على مراحل أو في التجارة لمسافات طويلة مضت نحو هدف محدد حيث يجب بيع جميع البضائع المنقولة أو تبادلها. الطريقة التي أخذت بها البضائع، ومن أين أتت في الأصل وما إذا تم شراؤها واستلامها بشكل فردي في موانئ مختلفة أو مركزيًا في مكان تم تداولها فيه سابقًا تتطلب مزيدًا من التوضيح. ظروف غرق السفينة غامضة أيضا . فهل كانت الحادثة نتيجة عاصفة أو الحمولة الزائدة أو هجوم من قبل القراصنة.

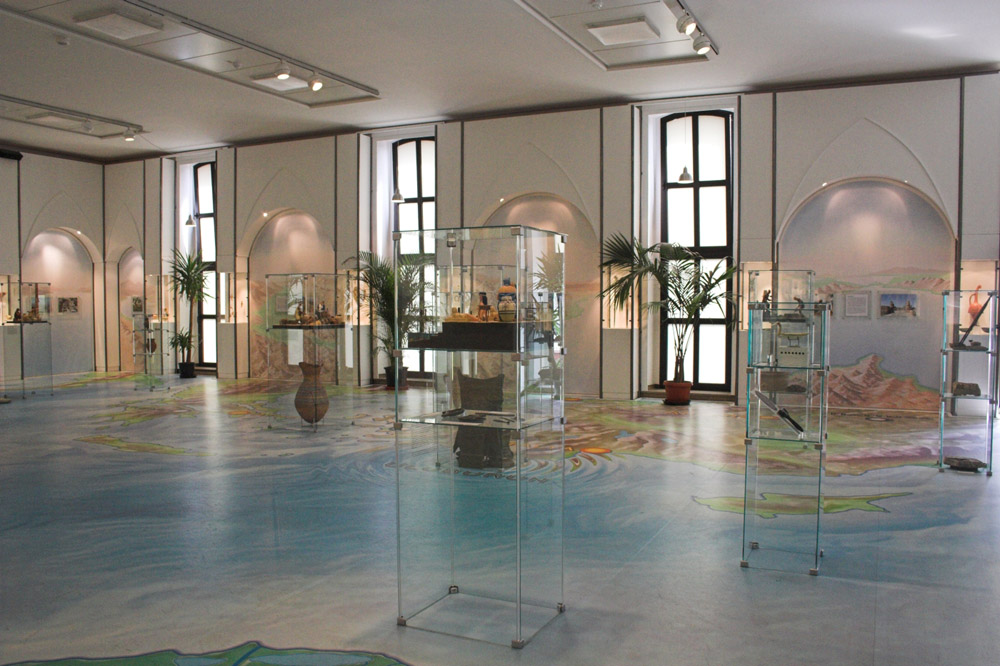
معرض "سفينة أولوبورون" في متحف التعدين في بوخوم

## إعداد المتحف
الحطام والاكتشافات موجودة الآن في متحف علم الآثار تحت الماء في بودروم (تركيا)، ملحقة بالقلعة الصليبية بودروم. مع نسخة طبق الأصل من السفينة التي تم إنشاؤها تحت إشراف عثمان إركورت Osman Erkurt ، تبحر النسخة برحلات لأغراض البحث في البحر الأبيض المتوسط.
اقيم من 16 تشرين الأول 2005 إلى 16 تموز 2006 معرض خاص حول الحطام في متحف التعدين الألماني بوخوم.

## المؤلفات
- Sevil Gülçur: حطام العصر البرونزي في Uluburun بالقرب من Kaş. في: العالم القديم . العدد 6/26. مواليد 1995، ISSN 0003-570X ، ص 453-461.
- Ünsal Yalcin ، Cemal Pulak ، Rainer Slotta (ed.): السفينة Uluburun - التجارة العالمية منذ 3000 سنة. كتالوج المعرض. متحف التعدين الألماني، بوخوم 2005، ISBN 3-937203-18-4 .
- مانفريد ليندن، أونسال يالسين، جمال بولاك: من قاع البحر إلى دائرة الضوء. في: علم الآثار في ألمانيا . العدد 1، 2006، ISSN 0176-8522 ، الصفحات 14-19.
- alnsal Yalcin: تصدير - استيراد. في: علم الآثار المغامرة . العدد 01، 2006، ISSN 1612-9954 ، ص 52-56.
- Yuval Goren: التبادل الدولي خلال أواخر الألفية الثانية قبل الميلاد: دراسة علم الآثار الدقيقة للاكتشافات من سفينة Uluburun. في: Joan Aruz - Sarah B. Graff - Yelena Rakic (ed.): الثقافات في الاتصال. من بلاد ما بين النهرين إلى البحر الأبيض المتوسط في الألفية الثانية قبل الميلاد ، متحف المتروبوليتان للفنون، نيويورك 2013، ص 54-61.

## روابط إنترنت
- متحف بودروم
- نسخة محفوظة [Date missing], at ina.tamu.edu (الإنجليزية، مع قائمة المراجع)
- معرض خاص لمتحف التعدين الألماني بوخوم (مع العديد من الصور)
- Bodrumguide (الإنجليزية)
- تقرير في AiD
- صورة من الإنقاذ في AiD على الإنترنت
- تقرير عن المواعدة المتزامنة
- مجموعة بحث 360 ° (الإنجليزية)، مع العديد من صور النسخة المتماثلة

## حواشي
1. ↑  Reinhard Jung: Aspekte des mykenischen Handels und Produktenaustauschs. In: Barbara Horejs, Reinhard Jung, Elke Kaiser, Biba Teržan (Hrsg.): Interpretationsraum Bronzezeit: Bernhard Hänsel von seinen Schülern gewidmet. Habelt, Bonn 2005, S. 58 (online). نسخة محفوظة 2019-06-28 على موقع واي باك مشين.
2. ↑  Homer, Ilias 6, 168ff.
3. ↑  Darstellung des neuen „Uluburun“-Schifftyps der Amarnazeit in: Steve Vinson: Egyptian Boats and Ships (= Shire Egyptology. Band 20). 1. edition, Osprey Publishing, Princes Risborough/ Buckinghamshire UK 1994, ISBN 978-0-7478-0222-8 (eingeschränkte Vorschau bei Google-books). نسخة محفوظة 2020-05-31 على موقع واي باك مشين. [وصلة مكسورة]
4. ↑  T. Cucchi: Uluburun shipwreck stowaway house mouse: molar shape analysis and indirect clues about the vessel's last journey. In: Journal of Archaeological Science. Band 35, Nr. 11, 2008, ISSN 0305-4403, S. 2953–2959. (Abstract). نسخة محفوظة 2016-03-05 على موقع واي باك مشين.
5. ↑  Margarita Primas, Ernst Pernicka: Der Depotfund von Oberwilflingen. Neue Ergebnisse zur Zirkulation von Metallbarren, Germania 76, 1998-1, S. 25–65.
6. ↑  Fulvia Lo Schiavo: The oxhide ingot from Sète, Hérault (France). In: Fulvia Lo Schiavo, James D. Muhly, Robert Maddin, Alessandra Giumlia-Mair (Hrsg.): Oxhide ingots in the Central Mediterranean, Rom 2009, S. 421–430.